# Laserska spektroskopija
Laserska spektroskopija je spektroskopska tehnika u kojoj se kao izvor elektromagnetskoga zračenja koristi laser s kontinuirano promjenljivom valnom duljinom. Prednost je uporabe lasera velika gustoća energije po širini spektralne linije, monokromatičnost emitiranoga zračenja i paralelnost snopa, što spektroskopu s laserom daje velike prednosti pred spektroskopima koji koriste dio spektra izvora bijele svjetlosti. Najvažnije su i najčešće metode laserska spektroskopija zasićenja, laserska polarizacijska spektroskopija i dvofotonska laserska spektroskopija, kod kojih se uklanja Dopplerov učinak, prisutan kod svih drugih spektroskopskih metoda, pa se dobivaju vrlo uske spektralne linije, s pomoću kojih se može znatno točnije proučavati struktura tvari. Najčešće se koriste takozvani tekućinski laseri, kod kojih je aktivno sredstvo neka otopina organskog ili anorganskoga podrijetla, koji rade kontinuirano u vidljivom dijelu spektra, a potiču se na rad vidljivim i ultraljubičastim zračenjem organsko-ionskoga lasera, ili pak laserski sustavi kod kojih je aktivno sredstvo kristal safira dopiran titanijem (za valne duljine od 700 do 1000 nm).

## Spektroskopija
Spektroskopija je znanstvena djelatnost koja se bavi spektrima kao odrazom energijskih ili strukturnih promjena u atomima i molekulama kemijskih tvari nakon njihova međudjelovanja s elektromagnetskim zračenjem ili sa subatomskim i drugim česticama. Najčešće se radi o razotkrivanju (detekciji), tumačenju i primjeni spektara koji su u vezi s elektromagnetskim zračenjem. Pritom se obično mjeri jakost (intenzitet) emitiranog (emisijski spektar), apsorbiranog (apsorpcijski spektar) ili raspršenoga zračenja (raspršenje) ovisno o njegovoj valnoj duljini, odnosno frekvenciji. U atomima i molekulama postoji više energijskih razina, a energija emitiranog ili apsorbiranoga zračenja odgovara razlici među tim razinama. Zračenje se emitira prelaskom s više na nižu energijsku razinu, a apsorbira se prelaskom s niže na višu razinu. Kako je skup energijskih razina svojstvo atoma i molekula određene kemijske tvari, razotkrivanjem i tumačenjem spektara zračenja mogu se dobiti podatci o kemijskom sastavu i strukturi tvari (spektrometrijska analiza), ali i spoznaje o uzbuđenom stanju, elektronskoj, vibracijskoj i rotacijskoj energiji, atomskim i molekularnim energijskim prijelazima, kemijskoj vezi i drugo. 

## Način rada lasera
Laserska zraka se proizvodi pojavom stimulirane emisije. Kao prvi uvjet emisije fotona je Bohrov uvjet: laserski medij mora sadržavati energijske razine čija energija (razlika energija) odgovara energiji emitiranih fotona. Drugi uvjet je da većina atoma (ili molekula) bude u pobuđenom stanju. Moramo imati na umu da se u laserskom mediju mogu događati različiti procesi međudjelovanja elektromagnetskog zračenja i materije: najviše dolaze do izražaja apsorpcija i spontana emisija zračenja. Ako dovedemo dio atoma (ili molekula) laserskog medija u pobuđeno stanje, oni će emitirati fotone spontanom emisijom. Ti fotoni se dalje mogu apsorbirati na nepobuđenim atomima, ili izazvati stimuliranu emisiju na preostalim pobuđenim atomima. Laserska zraka se može proizvesti jedino ako stimulirana emisija dominira nad apsorpcijom i spontanom emisijom zračenja. To se postiže inverzijom napučenosti (inverzijom populacije) atoma u laserskom mediju: broj atoma u pobuđenom stanju mora biti veći od broja atoma u osnovnom stanju.
Inverzija napučenosti se može postići samo u posebnim slučajevima, pa se samo rijetke tvari mogu iskoristiti kao laserski mediji. Inverzija napučenosti se može postići ako u sustavu postoji metastabilno stanje. Metastabilno stanje je pobuđeno stanje u kojem se atom (ili molekula) zadržava puno dulje nego u normalnim pobuđenim stanjima. U laserskom mediju mora postojati još barem jedno pobuđeno stanje, što s osnovnim stanjem čini sustav od tri energijske razine - trostupanjski laser. U laserskom sustavu s tri razine, atomi (molekule) se određenim načinom pobuđuju u pobuđeno stanje. Pobuđeno stanje, traje vrlo kratko i brzo se spušta (relaksira) u nešto niže metastabilno stanje. Atomi (molekule) se ne mogu brzo relaksirati u osnovno stanje, pa laserskim medijem počinju dominirati atomi u metastabilnom stanju. Inverzija napučenosti se postiže između metastabilnog i osnovnog stanja, pa se lasersko djelovanje postiže prijelazom između ta dva stanja. Pobuđeno stanje koje se koristi za populiranje metastabilnog stanja ne mora biti jedno stanje, već se može koristiti niz energijskih stanja.
Postoje i laseri koji rade na principu četiri razine – četverostupanjski laser. Metastabilno stanje se napučuje na isti način kao i kod trostupanjskog lasera, ali inverzija napučenosti se postiže između metastabilnog i drugog pobuđenog stanja niže energije. Kako se niskoležeće pobuđeno stanje brzo relaksira i ostaje prazno, inverzija populacije je zajamčena čak i ako je pobuđen relativno mali broj atoma u laserskom mediju.
Za rad lasera je važna inverzija napučenosti. Povišenjem temperature pobuđena stanja se počinju populirati, što može narušiti inverziju populacije. Zagrijavanjem nije moguće postići inverziju populacije. Zbog toga je lasere često potrebno hladiti.
Laserski medij je smješten između dva paralelna zrcala, tako da zrake svjetla koje prolaze između dva zrcala tvore stojni val. Prostor između dva zrcala se naziva i laserska šupljina, rezonantna šupljina ili rezonator, po analogiji sa šupljinama koje se koriste u akustici prilikom rada sa zvučnim valovima. Fotoni koji nastaju spontanom emisijom u laserskom mediju emitiraju se u svim smjerovima, ali samo oni koji su emitirani u smjeru zrcala će se reflektirati između ta dva zrcala i biti zarobljeni u laserskoj šupljini. Ti fotoni, koji veliki broj puta prolaze kroz laserski medij, će izazivati stimuliranu emisiju, prilikom prolaska blizu atoma u metastabilnim stanjima u laserskom mediju. Stimuliranom emisijom nastaju skupine fotona koji su u istom kvantnom stanju. Takvi fotoni imaju istu valnu duljinu, smjer i usmjerenje i ponašaju se kao jedan foton. Jedno od dva zrcala se obično naprave tako da nisu 100% reflektirajuća već propuštaju određenu količinu svjetla (obično manje od 1%), pa koherentni fotoni mogu izaći iz laserske šupljine. Kako se svi ponašaju kao jedan, izaći će ili svi (u skupini) ili nijedan. Na taj način laserska zraka sadrži skupine koherentnih fotona, što joj daje veliki intenzitet. (Vidi: Građa lasera)
Laserska zraka je jedan od rijetkih primjera prikaza kvantne mehanike u makroskopskim sustavima: u kvantnoj mehanici razlikuju se dvije vrste čestica: Fermi-Diracove čestice – fermioni i Bose-Einsteinove čestice – bosoni. Fotoni se ponašaju kao bosoni. Fermioni ne mogu biti u istom kvantnom stanju, dok bosoni to mogu. Štoviše, što je više bosona u istom kvantnom stanju, već je vjerojatnost da će im se pridružiti još njih.